# Mohamed Guezzaz
Mohamed Guezzaz (Arabisk:محمد جويزاز , født 1. oktober 1962) er en marrokansk fodbolddommer.
Han har dømt i 2004 og 2005 og et VM i fodbold i 2002)

## Karriere

### VM 2002
- Spanien – Paraguay 3 – 1 (gruppespil)